# Eugenio Vittorio Ballatore di Rosana

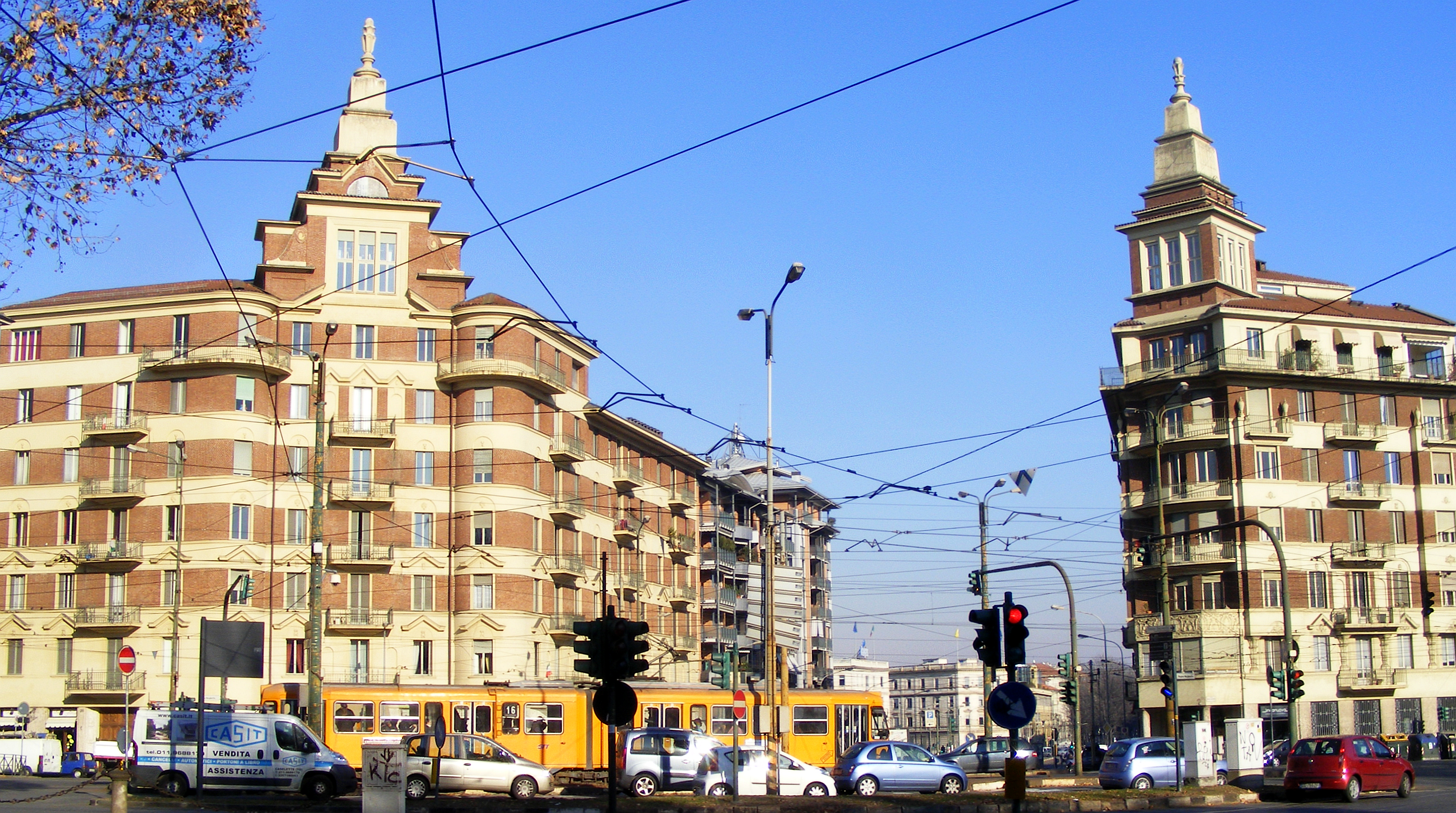
Le Torri Rivella in Corso Regio Parco

Vittorio Eugenio Ballatore di Rosana (Torino, 5 luglio 1880 – Torino, 12 marzo 1948) è stato un architetto e insegnante italiano.

## Biografia

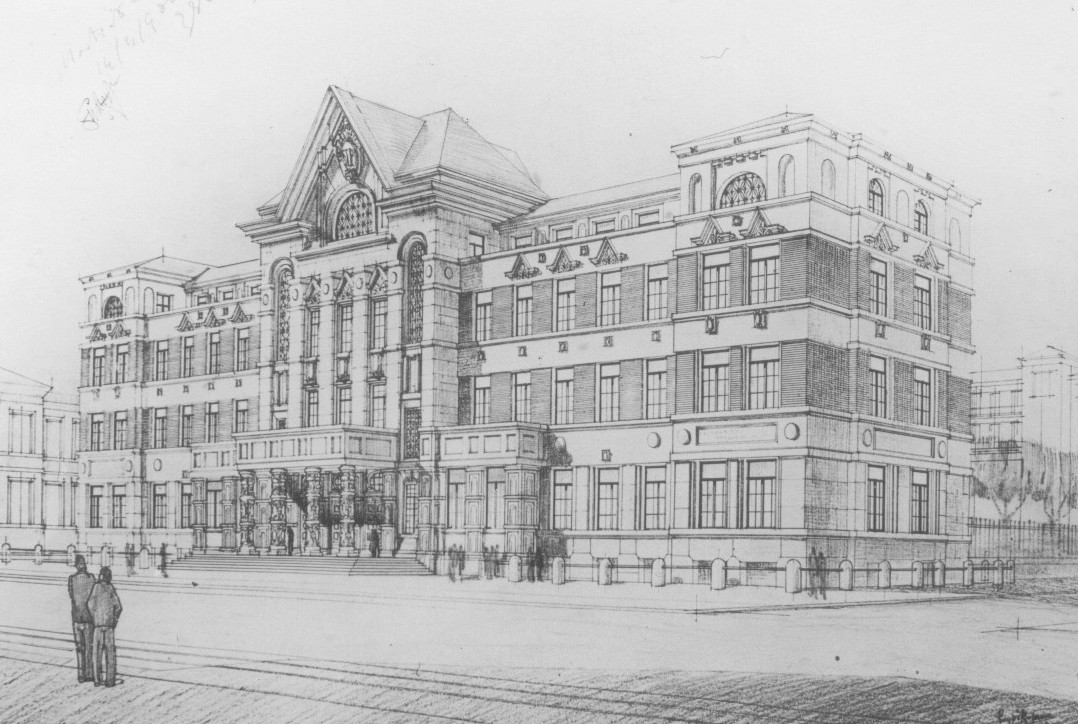
La sede storica dell'ex Istituto Galileo Ferraris, ora INRIM

Vittorio Eugenio Ballatore studiò in Francia e in Italia. Dopo aver frequentato l'École des Beaux Arts di Parigi si diplomò nel 1920 professore di Disegno architettonico presso l’Accademia Albertina di Torino. Si avviò alla professione lavorando con Carlo Ceppi e Lodovico Gonnella. Dal 1925 insegnò alla Scuola Superiore di Architettura di Torino, come assistente della cattedra di Disegno Architettonico ed Elementi di Composizione, tenuta da Mario Ceradini . L'Ordine degli architetti della città di Torino lo ha inserito nel proprio Albo d'Onore del Novecento e risulta uno dei più prolifici architetti del Novecento Torinese, con quasi trenta progetti di prima categoria presentati agli uffici comunali e la partecipazione a numerosi concorsi cittadini . La sua attività si sviluppò quasi interamente nel capoluogo piemontese ed è sepolto nel cimitero Monumentale di Torino, in Prima Ampliazione, area 91.

## Edifici residenziali
Fra i molti progetti per edifici in Torino si ricordano in particolare:
- la palazzina in via Vespucci 39, angolo via Cassini (1909) [4] progettato con ing. Lodovico Gonnella
- la casa Bellia in corso Fiume 11, angolo via Cosseria (1912) [5] casa dell'imprenditore Bellia
- le Torri Rivella[6] in corso Regio Parco 1 e 2 (1929) a fasce bicrome in stile Art déco
- la casa di Corso Peschiera 232[7] (anni '30) di gusto Art déco

## Edifici non residenziali
L'architetto ha progettato numerosi edifici a Torino di cui molti ancora presenti ai giorni nostri. 
Nel 1910, in collaborazione con l’ingegner Ludovico Gonella, progettò lo Stadium, grandiosa arena (a pianta pseudo ovale di m 360x200) con una capienza per 70.000 spettatori, inaugurato in occasione dell’esposizione Universale del 1911. Fu il più grande stadio in calcestruzzo armato del mondo, e il primo in Italia ad avere una illuminazione elettrica. Lo Stadium, situato fra i corsi Duca degli Abruzzi, Einaudi, Castelfidardo e Montevecchio, interamente costruito in calcestruzzo armato ad opera della società di G. A. Porcheddu, fu poi ceduto nel 1930 alla Città di Torino, e nel 1938 cessò le sue attività. Fu demolito prima della seconda Guerra mondiale. Nel 1958 fu inaugurato, nella stessa area, il Politecnico di Torino.
Nel 1914 Ballatore venne incaricato di costruire la sala cinematografica Ambrosio nel cortile di Casa Priotti, in corso Vittorio Emanuele II 52 legata alla omonima casa di produzione . Il cinema era un edificio importante, dalla capienza di 1600 posti, e fu poi rimaneggiato da Giacomo Salvatori di Wiesenhoff .
Ballatore progettò altri due impianti sportivi di notevole consistenza: nel 1920  il Motovelodromo di corso Casale 144, anche sulla base dell'esperienza acquisita nella progettazione dello Stadium. Anche in questo caso si usa il calcestruzzo armato per gradinate e tribuna. Nel 1926 le due torri all'ingresso dello Stadio Filadelfia in via Filadelfia 36, delle quali oggi ne rimane una sola, annessa all'edificio della biglietteria .
Nel 1927 il palazzo di corso Valdocco 2, compreso tra le vie Garibaldi, corso Valdocco, via dei Quartieri, già sede della Gazzetta del Popolo e poi già sede de L'Oréal , con struttura portante in calcestruzzo armato realizzata dall'impresa dell'ing. Giovanni Antonio Porcheddu.
Nel 1931-1933 l’Istituto Elettrotecnico Galileo Ferraris in corso Massimo d’Azeglio 42 costruito come Istituto Sperimentale SIP con stilizzazioni Art déco.
Nel 1940 l’Istituto di Medicina legale e Obitorio, in corso Galilei angolo via Chiabrera, progettato per l’Università di Torino (1940) .
Nel 1948, poco prima di morire, ebbe modo di progettare l'edicola funeraria della famiglia Viberti, nel Cimitero monumentale di Torino .